# Тхакараву

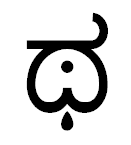
Тхакараву

Тхакараву (канн. ಥಕಾರವು), ಥ — тха, буква алфавита каннада из четвёртой варги, обозначает придыхательный глухой альвеолярный взрывной согласный /th/.
Кагунита: ಥಾ , ಥಿ , ಥೀ , ಥು , ಥೂ , ಥೃ , ಥೆ , ಥೇ , ಥೈ , ಥೊ , ಥೋ , ಥೌ .

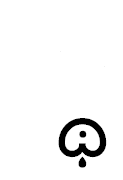
Тхаотту (подстрочная «тха»)
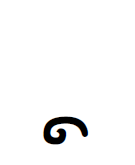
Тьенг тха (кхмерский)